# Calligonum commune
Calligonum commune là một loài thực vật có hoa trong họ Rau răm. Loài này được (Litv.) Mattei mô tả khoa học đầu tiên năm 1925.